# يحيى قاحص
يحيى قاحص مواليد 19 فبراير 1986، هو عداء سعودي متخصص في سباق 100 متر. فاز ببطولة العالم للشباب لألعاب القوى 2003. كما حل رابعا في بطولة العالم للناشئين لألعاب القوى 2004. فاز ببطولة آسيا لألعاب القوى 2005. أفضل أزمنة شخصية له هي 6.56 في 60 متر حققه في سنة 2007 في ماكاو و10.28 في 100 متر حققه في 2008 في رادس و 21.51 في 200 متر حققه في سنة 2003 في القطيف.

## روابط خارجية
- يحيى قاحص على موقع الاتحاد الدولي لألعاب القوى (الإنجليزية)